# Eagleville (condado de Centre)
Eagleville es un lugar designado por el censo ubicado en el condado de Centre en el estado estadounidense de Pensilvania. En el año 2010 tenía una población de 324 habitantes y una densidad poblacional de 216 personas por km².

## Geografía
Eagleville se encuentra ubicado en las coordenadas 41°3′21″N 77°35′7″O / 41.05583, -77.58528.